# Butch Ballard
Butch Ballard (* als George Edward Ballard am 26. Dezember 1918 in Camden, New Jersey; † 1. Oktober 2011 in Philadelphia) war ein US-amerikanischer Schlagzeuger des Swing und des Mainstream Jazz. Er spielte im Count Basie und im Duke Ellington Orchestra.

## Leben und Wirken
George Edward „Butch“ Ballard wuchs in Frankford bei Philadelphia auf; die Paraden der American Legion, die an seinem Elternhaus vorbeizogen bewogen ihn, Schlagzeuger zu werden. Mit zehn Jahren begann er mit dem Unterricht. Mit 16 Jahren hörte er Herb Thorntons Band im Boys Club in Philadelphia. Sie ließen ihn mitspielen; bereits 1938 arbeitete Ballard kurz in Louis Armstrongs Band The Dukes. 1941 spielte er in Cootie Williams’ Orchester, außerdem trat er mit Ella Fitzgerald, Sarah Vaughan, Dinah Washington und Pearl Bailey auf.
Während des Zweiten Weltkriegs diente Ballard in der Navy und spielte in einer Militärband. Nach Ende des Krieges kehrte er zunächst nach Philadelphia zurück, dann ging er nach New York und arbeitete mit dem Saxophonisten Eddie „Lockjaw“ Davis, Eddie Vinson, Arnett Cobb und Clark Terry. Er lernte den Schlagzeuger Shadow Wilson kennen, der in Count Basies Orchester spielte. Ende der 1940er Jahre verließ Wilson Basies Orchester und schlug Ballard als Nachfolger vor. 1950 lud ihn Duke Ellington ein, auf seiner Europatournee in seiner Band zu spielen, um den Schlagzeuger Sonny Greer zu ersetzen, der wegen seiner Trunksucht auszufallen drohte. Nach der Tour fragte ihn Ellington, ob er permanent in der Band spielen wollte, doch Ballard lehnte ab, da er seine Schlagzeugstil nicht ändern wollte. Ellington wollte einen Schlagzeuger, der zwei Basstrommeln benutzte, und heuerte stattdessen Louis Bellson an. Ballard spielte aber 1952/53 erneut mit dem Ellington Orchester und war auch an Aufnahmen wie Satin Doll beteiligt.
In den 1960er Jahren leitete Ballard eine eigene Formation in Philadelphia. In seiner Karriere spielte er außerdem mit John Coltrane, Fats Waller, Freddie Green, Sweets Edison, Clark Terry, Emmett Berry, Willie Cook, Cat Anderson, Arnett Cobb, Lucky Millinder, Bootsie Barnes, Bob Dorsey, Eddy Vincent und Mercer Ellington.
Mitte der 1980er Jahre arbeitete Ballard als Musiklehrer; 2006 erhielt Ballard den Mellon Jazz Community Award für sein Lebenswerk und seinen Beitrag zur Nachwuchsförderung. Er starb 2011 im Cheltenham-York Road Nursing Center in Philadelphia.